# يافور
يافور (بالبلغارية: Явор)‏ قرية تقع إدارياً ضمن مقاطعة غابروفو في بلغاريا. ويبلغ عدد سكانها 2 نسمة حسب تعداد 15 مارس 2015. تعتمد يافور للبريد على الرمز البريدي 5350.